# Nilo Azul

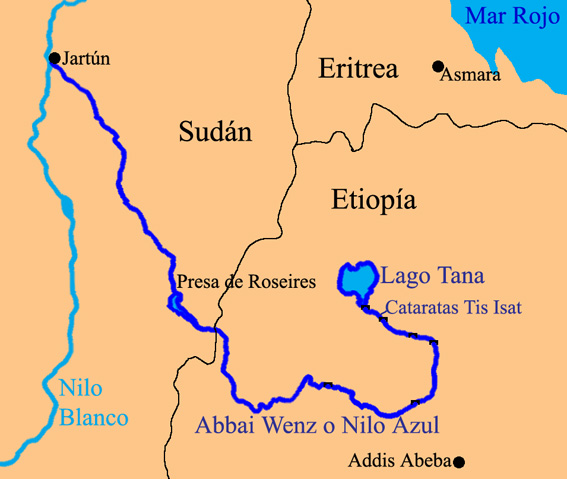
Mapa do Nilo Azul (em castelhano)

O Nilo Azul (em árabe:  Al Bahr al Azraq) é um rio localizado na região nordeste da África, e possui aproximadamente 1370 km de comprimento. O rio sobe a uma altitude de cerca de 1830 m na região do lago Tana, no noroeste da Etiópia.
O Nilo Azul possui uma usina produtora de irrigação e hidroeletricidade no Sudão.
Em alguns lugares na Etiópia – especialmente regiões mais altas – ele é chamado de Abbai. Essa porção do rio é considerada sagrada por muitos na Etiópia. Acredita-se que seja o Rio Ghion mencionado na Gênesis que flui do Jardim do Éden. A porção Abbai do Nilo Azul se origina no Lago Tana e flui por cerca de 30 km antes de precipitar-se em cataratas. O rio então corre pelo Noroeste da Etiópia por uma série de vales profundos e cânions em direção ao Sudão, ponto a partir do qual é somente chamado de Nilo Azul.
Embora haja vários córregos afluentes que vão para o Lago Tana, a fonte consagrada do rio é geralmente considerada que seja uma pequena nascente em Gish Abbai em uma altitude de aproximadamente 1800 metros. O Nilo Azul bem depois se une ao Nilo Branco em Cartum, Sudão e, como Nilo, flui através do Egito para o Mar Mediterrâneo. O Nilo Azul é assim chamado porque durante os períodos de cheia, sua corrente fica tão alta que muda de cor para algo quase preto. Na língua sudanesa local a palavra para “preto” é também usada para “azul”.

## Exploração Europeia
Acredita-se que o primeiro europeu a ver o Nilo Azul na sua nascente, na Etiópia, tenha sido o jesuíta espanhol Pedro Páez, que teria chegado à nascente do rio a 21 de Abril de 1613. Escreveu Páez: "A nascente do Nilo está situada na parte alta de um vale rodeado por montanhas...Grande foi a minha alegria por ver o que Ciro II, Cambises, Alexandre o Grande e César tinham procurado em vão com tanta ansiedade. A água pura, límpida, agradável ao paladar, saía de duas bacias arredondadas". No entanto, o português João Bermudes, ordenado Patriarca da Etiópia, havia dado já antes a primeira descrição das cataratas Tis Issat, nas suas memórias (publicadas en 1565). Outros europeus que visitaram e viveram na Etiópia no século XV, como Pêro da Covilhã, podem ter visto o rio muito antes de Páez, embora nenhum tenha chegado à sua nascente.
Também o missionário jesuíta português Jerónimo Lobo alcançou a nascente do Nilo Azul em 1629, seguido pelo escocês James Bruce em 1770.